# ميريوسين
الميريوسين (Myriocin)، المعروف أيضًا باسم المضاد الحيوي ISP-1 وثيرموزيموسيدين (thermozymocidin)، هو حمض أميني غير بروتيني مشتق من بعض الفطريات المحبة للحرارة.
الميريوسين هو مثبط قوي جدا لسيرين بالميتويل ترانسفيراز، الخطوة الأولى في التخليق الحيوي للسفينجوزين. بسبب هذه الخاصية، يتم استخدامه في البحوث البيوكيميائية كأداة لاستنفاد خلايا سفينجوليبيد.
تم إثبات أن الميريوسين يثبط تكاثر خط الخلايا التائية السامة للخلايا في الفئران المعتمد على إنترلوكين 2.
يمتلك الميريوسين نشاطًا مثبطًا للمناعة. يقال أنه أقوى من 10 إلى 100 ضعف من السيكلوسبورين.
والتصلب المتعدد المخدرات فينجوليمود كانت مستمدة من الميريوسين باستخدام العلاقة بين الهيكل والنشاط الدراسات لتحديد أجزاء من جزيء مهم لنشاطها.